# Wielomianowa regresja logistyczna
Wielomianowa regresja logistyczna (ang. multinomial logistic regression) – jedna z używanych w statystyce metod analizy regresji, będąca rozszerzeniem regresji logistycznej na sytuacje, w których zmienna zależna jest nominalna, ale przyjmuje więcej niż dwie wartości. Modele regresji logistycznej służą do dokonywania predykcji wystąpienia danej kategorii zmiennej zależnej, są więc metodami nadzorowanej klasyfikacji statystycznej. 
Wielomianowa regresja logistyczna funkcjonuje pod kilkoma różnymi nazwami: regresja softmax, wielomianowy logit (mlogit), wieloklasowa LR, klasyfikator maksymalnej entropii (MaxEnt), warunkowy model maksymalnej entropii oraz wielopostaciowy LR.

## Porównanie regresji logistycznej i wielomianowej regresji logistycznej
Wielomianowa regresja logistyczna nazywana jest regresją softmax ze względu na to, że w ramach tej procedury wykorzystuje się funkcję softmax, będącą uogólnieniem funkcji logistycznej. Funkcja logistyczna może być interpretowana jako prawdopodobieństwo wystąpienia jednej z dwóch kategorii (np. zmienna nominalna "Wyższe wykształcenie" może przyjmować dwie wartości: 0 - "Brak wyższego wykształcenia", 1 - "Posiada wyższe wykształcenie"). Funkcja softmax z kolei jest generalizacją funkcji logistycznej na trzy lub więcej kategorii, przy czym dla każdej z tych kategorii obliczane jest prawdopodobieństwo jej wystąpienia.
|                         | Regresja logistyczna      | Wielomianowa regresja logistyczna                |
| ----------------------- | ------------------------- | ------------------------------------------------ |
| Zmienna zależna:        | Nominalna i dychotomiczna | Nominalna, przyjmująca co najmniej trzy wartości |
| Wykorzystywana funkcja: | Funkcja logistyczna       | Funkcja softmax                                  |

Wielomianowa regresja logistyczna znajduje zastosowanie w wielu różnych dziedzinach nauki, w tym w badaniach medycznych, społecznych edukacyjnych, czy behawioralnych. 